# پائولینا شوستاک
پائولینا شوستاک (لهستانی: Paulina Szostak؛ ‏ زادهٔ ۱۳ مارس ۱۹۹۱) بازیگر اهل لهستان است.
از فیلم‌ها یا مجموعه‌های تلویزیونی که وی در آن‌ها نقش داشته‌است، می‌توان به بلفر و دهن‌به‌دهن اشاره نمود.